# Zaratiet
Het mineraal zaratiet is een gehydrateerd nikkel-carbonaat met de chemische formule Ni3(CO3)(OH)4·4(H2O).

## Eigenschappen
Het doorschijnend smaragdgroene zaratiet heeft een vettige tot glasglans en een lichtgroene streepkleur. Het kristalstelsel is kubisch. De gemiddelde dichtheid is 2,6 en de hardheid is 3 tot 3,5. Zaratiet is niet radioactief.

## Naam
Zaratiet is genoemd naar de Spaanse diplomaat en gouverneur van Galicië, Antonio Gil y Zarate (1793 - 1861).

## Voorkomen
Zaratiet is een secundair gevormd mineraal in nikkelhoudend gesteente. De typelocatie is Cabo Ortegal, Galicië, Spanje. Zaratiet werd onder andere ook gevonden in de Winterslag-mijn in Genk, België.